# حمد الطيار (مغني)
حمد بن ناصر بن هليل الطيار  (1947 - 19 ديسمبر 2009)، فنان شعبي وملحن سعودي، لحّن للعديد من المطربين أمثال محمد عمر وعلي عبد الستار وراشد الماجد وتأثر به الفنان خالد عبد الرحمن وغيرهم
قدم نمطا مختلفا للفن الشعبي ويعتبر من أفضل فناني المملكة آنذاك.
دخل إلى المجال الفني في أواخر الستينات من القرن العشرين، وسجّل أول أسطوانه له في 1969 / 1970، وشارك عازفاً ومطرباً في فرقة إذاعة الرياض، وقدم العديد من الأغاني والألحان لعل أشهرها: (إلى أهل الطايف)، (عطاشا)، (لمحت البرق)، (عرفت بعد)، (مرحوم يا قلب)، (يإسلام ويإسلام الله)، (سجد قلبي)، (ياليت منهو مع الطيار)، (صاحبي جاني)، (مجبور يالغالي)، (كتبنا لك من الأشعار) وغيرها. وقد أعلن اعتزاله للغناء في عام 2008.

## وفاته
بعد معاناة مع مرض السرطان والذي داهمه في بداية العام 2008 وأدخل حينها إلى مستشفى الملك خالد في الخرج إثر إصابته بمرض مفاجئ حيث أجريت له عملية جراحية عاجلة في الغّدة. وأتت معاناة الطيار مع مرض السرطان بعد أن اكتشف إصابته بالمرض في مستشفى الملك فيصل التخصصي بالرياض، إذ لازمه طوال الفترة السابقة.

## الألبومات
- جينا (2008)